# Velká Čantoryje
Velká Čantoryje là một ngọn núi ở biên giới giáp danh giữa Ba Lan (tỉnh Silesian Voivodeship, hạt Cieszyn) và Cộng hòa Séc (vùng Moravian-Silesian, huyện Frýdek-Místek), thuộc dãy núi Beskid Śląski và khu vực lịch sử của Śląsk Cieszyński. Đỉnh núi cao 995 mét. Hai bên ngọn núi là khu vực được bảo vệ nghiêm ngặt.
Sườn đông và sườn tây của ngọn núi có độ dốc khác nhau. Cảnh quan trên sườn núi là rừng lá kim. Một tháp canh cao đến 29 m được xây dựng trên núi  bên biên giới của Cộng hòa Séc.
Năm 1904, Hiệp hội du lịch Đức Beskidenverein xây dựng nhà trạm trên núi, đặt tên là Erzherzogin Isabella Schutzhaus để vinh danh Công chúa Isabella nước Áo. Năm 1920, biên giới mới chạy trên núi giữa các quốc gia Ba Lan và Tiệp Khắc được thiết lập. Sau Thế chiến II, Đức bại trận, chính quyền Tiệp Khắc quốc hữu hóa nhà trạm. Năm 1962, một nhà trạm nhỏ được phía Ba Lan xây dựng.

Năm 1965-1967, hệ thống cáp treo bên phía Ba Lan được khánh thành. Để lên núi cần mất khoảng 6 phút ngồi cáp treo. Phía Ba Lan cho phép tiếp cận đỉnh núi từ Ustroń dễ dàng hơn phía Cộng hòa Séc.

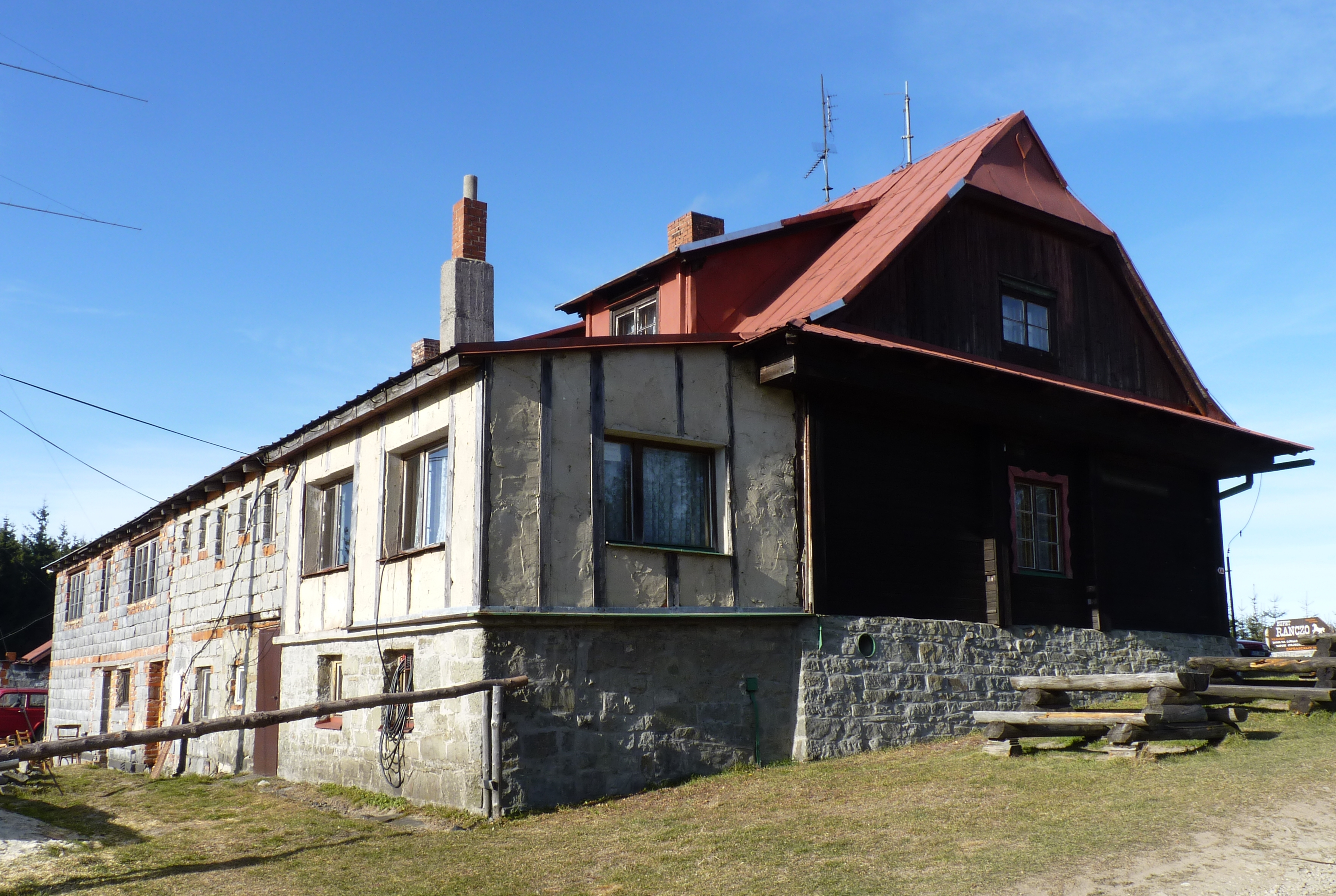
Nhà trạm trên núi
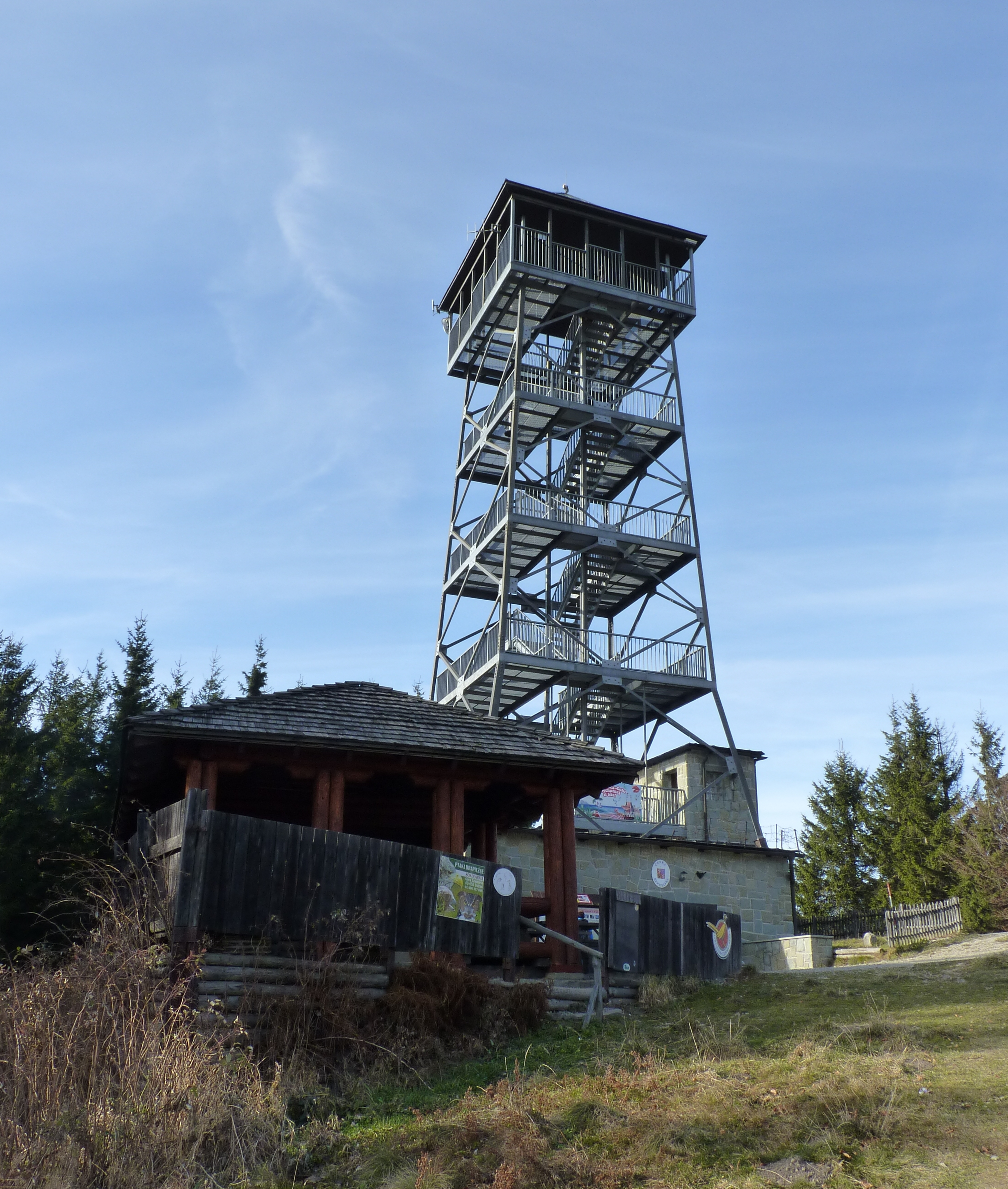
Tháp quan sát
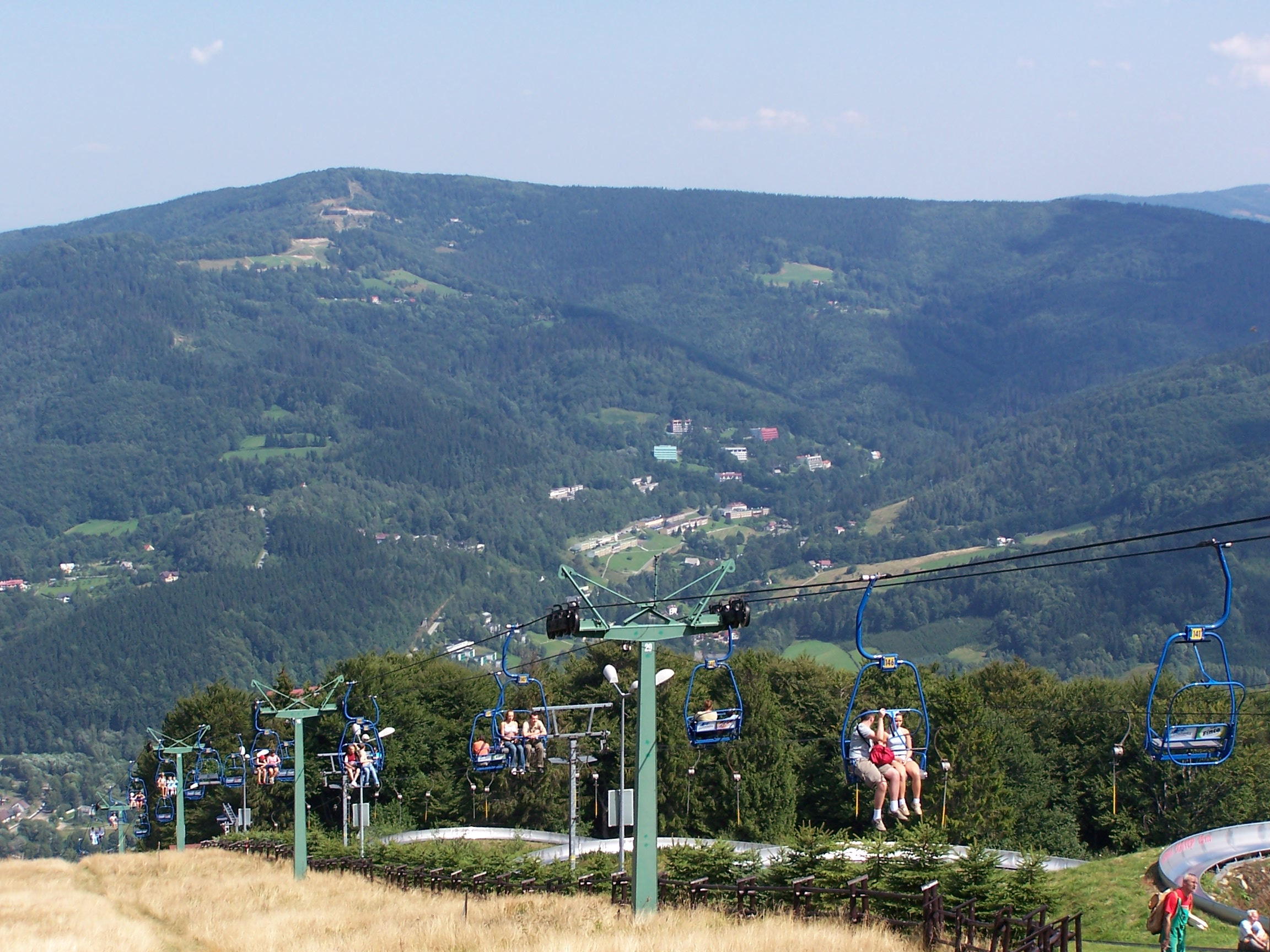
Hệ thống cáp treo Čantoryje
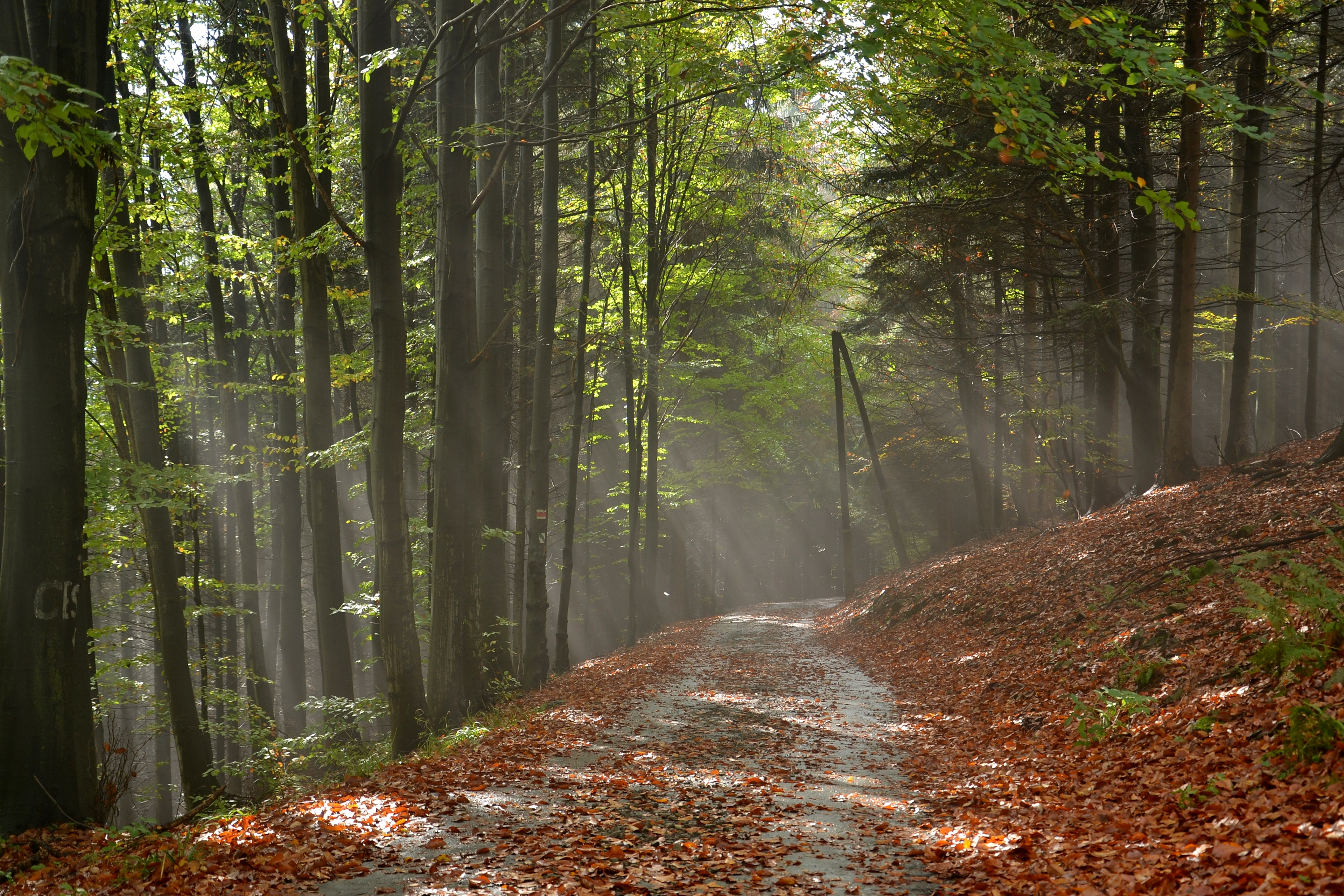
Đường mòn đi bộ
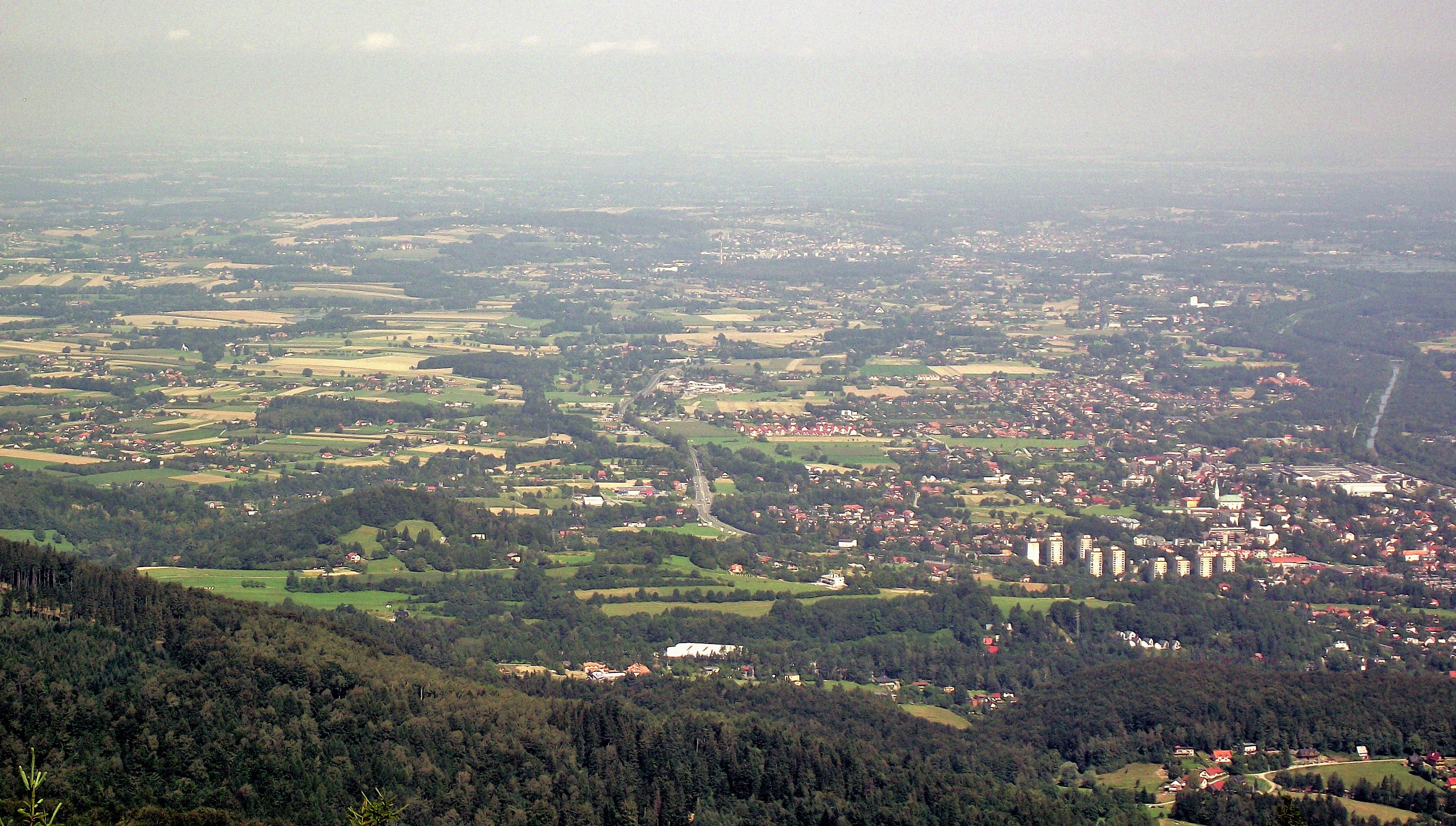
Śląsk Cieszyński nhìn từ trên núi